# Exoporia
Exoporia são uma infraordem de mariposas primitivas da ordem Lepidoptera que inclui as superfamílias Mnesarchaeoidea and Hepialoidea. Trata-se do grupo irmão da outra infraordem Heteroneura, que caracteriza-se de lepidópteros com venação das asas dianteiras e traseiras distintas. São, assim, lepidópteros com venação semelhante entre as asas dianteiras e traseiras que apresentam um sistema reprodutivo diferenciado nas fêmeas acerca das aberturas da cloaca, diferindo dos demais da divisão Ditrysia.